# 美味時間
美味時間（うーまいたいむ）は東海ラジオ放送の平日に放送されていたラジオ番組。2001年10月1日から2010年4月2日まで放送されていた。

## 概要
前番組「あんびるとよぞうのラジオどんぶり」の後を受けて、2001年秋改編よりスタートした正午枠の帯番組。東京スタジオからの生放送「TOKYO UPSIDE STATION」などの箱番組も多く内包していた。2010年の春改編で「かにタク言ったもん勝ち」が放送時間変更で10時から13時までの放送となることにより、放送終了。以降、正午枠の生ワイド番組は、2014年度の秋改編で「日替わりラジオ コレカラ」がスタートするまで、約4年半のブランクが空くこととなった。

## 放送時間
- 2001年10月 - 2005年3月： 12時20分 - 13時
- 2005年 4月 - 2008年9月： 12時15分 - 13時
  - 2007年3月5日 - 3月16日： 12時 - 13時（東京スタジオ改修工事の為、「TOKYO UPSIDE STATION」が放送休止となったため、放送時間を繰り上げて放送した。）
- 2008年10月 - 2010年4月2日： 12時 - 13時

## 出演者
パーソナリティ
いずれも東海ラジオアナウンサー（早川は現在、東京支社営業部所属、天野は現在フリーランス）
- 早川佳樹（2001年10月 - 2004年3月、毎日担当）
- 源石和輝
2004年4月 - 2006年3月：毎日担当
2006年4月 - 2007年3月：水・木・金曜担当
2007年4月 - 2007年9月：木・金曜担当
2007年10月 - 2010年3月：水・木・金曜担当
- 原光隆（2006年4月 - 2010年3月、月・火曜担当）
- 天野良春（2007年4月 - 2007年9月、水曜担当）

コーナー出演
- ちょっと旅気分‐間下浩（「かにタク」時代から東海ラジオに出演。主に金曜日[1]に出演し、そのまま美味雑誌までスタジオにいる。間下が都合により番組に出演できない場合、代役が出演する）

ピンチヒッター
- 山崎聡子（東海ラジオアナウンサー・当時ディレクター。2009年8月17日・18日）[2]

## 番組進行
- オープニング - 簡単な挨拶・番組メニューの紹介を行った後、「TOKYO UPSIDE STATION」への橋渡し。
  - 2008年10月以降は同じスタジオで進行している関係から、「かにタク言ったもん勝ち」のエンディングから登場し、美味雑誌で扱う話題を少しだけ話すこともある。
  - 過去に、原が担当する日（月・火）のみ、原がしゃべった内容から問題が出題され、FAX・Eメールで番組に正解を寄せてもらい、その中から抽選で1名にプレゼントが贈られるというものがあったが、末期は実施されていない。
- TOKYO UPSIDE STATION（東海ラジオ・東京支社スタジオより生放送。2008年10月の番組改編により美味時間に内包されている）

※TOKYO UPSIDE STATION終了後、再び本社スタジオへ切り替わった後、担当者のフリートーク。
- 美味新聞（うーまいタイムズ） - 最新のニュース（政治・社会、スポーツ、芸能、午前中現在の株価の順）をまとめて伝える。なおニュースでインタビュー録音が使用されている。また芸能ニュースを伝える際、その情報に関連・または連想させる音楽を流すことがある。
  - なおオープニングコーナーということもあり、○○○○年（西暦年）○月○日（放送日） うーまいタイムズ!とコーナータイトルを言ってから、コーナーがスタートする。これはオープニングコーナーではなくなった2008年10月以降も継続されている。
- より抜き美味新聞 - パーソナリティが気になるニュースを突っ込んで紹介する。なおここでも取材・インタビュー録音が使用されることがある。
- とびこみマイク - レポートドライバーが中継で話題を伝える。
- ラジオショッピングコーナー
- ハッピープレゼント-リスナーに対して、企業等からのプレゼントコーナー。大抵は、プレゼント提供者側の商品券などが多い。ただしはがきのみの応募で、毎週金曜日の消印までの有効となっている。
- ちょっと旅気分【提供：knt!近畿日本ツーリスト】おすすめの旅プランを紹介。なお東海ラジオで催される大半のツアー旅行は近畿日本ツーリストが協力しているため、参加者募集中の場合は、その旅プランが紹介される。
- 美味雑誌（うーまいマガジン） - グルメ、エンタメ、ショッピングなどの気になる話題を伝える。事前取材のテープを交えての放送が多い。金曜日は最新映画紹介（不定期）などを伝えるが、地震キャンペーンが放送されないこともあり、この後に三河遠州情報が放送されない日以外は、他曜日と比べると放送枠がやや長めとなる。
- 東海・東南海・南海大地震キャンペーン どうなる?どうする![3]（月 - 木） - 現在はパーソナリティーが曜日別に設定されたテーマに基づいて、コーナーを進めている。協力:東海3県、名古屋市、東邦ガス 他各社
月曜日 - 地震防災全般について
火曜日 - 数字から考える（地震に関連した数字を毎週取り上げて紹介する）
水曜日 - 三河地震体験集からの紹介→内閣府の1日前プロジェクトや、三河地震や伊勢湾台風の体験者から体験談を募集し、コーナーで紹介している。
木曜日 - 地震関連イベントの紹介
- （不定期）三河遠州情報 - 古池真由美（現：旭堂鱗林）が三河地方・遠州地方のおすすめ情報を紹介。
- 中日新聞ニュース・天気予報・交通情報
- エンディング
  - 広辞苑占い - 広辞苑の分厚い紙面から言葉をランダムに選んで、それにひっかけて午後のあなたの運勢を占う。
  - 今夜のおかず - …を一品紹介する。
  - エンディングで、「宮地佑紀生の聞いてみや〜ち」とのクロストークをすることが恒例となっており（テーマは決められていないが、「みや〜ち」の募集テーマとなることが多い）、特にダジャレ合戦が行われていた。レギュラーパーソナリティーの宮地佑紀生・神野三枝コンビだと必ず行われていたが、ピンチヒッターウイークの場合、通常のクロストークとなることが多い。

## 過去に放送されていたコーナー
- かにタクラジオショッピングの商品紹介 - 「かにタク」で放送日に紹介した商品及び前日に扱った商品（放送日が月曜日の場合は、金曜日に扱った商品）を簡単に紹介するコーナー。なおタイムテーブルにこのコーナーは掲載されていなかった。このコーナーが放送されていた頃のパーソナリティである早川は、ラジオショッピングで食べ物が紹介されると、大抵「かにタク」のスタジオに訪れ、試食するというのが恒例になっていた。
- ○○県警便り（月 - 木、12:45〜） - 愛知県警、岐阜県警、三重県警の各県警察からのお知らせ･案内などを各県警の担当者が伝えるというもの。2COOL!（平日夕方のプロ野球シーズンオフの番組）で19時の時報前に放送された後に、2008年春の番組改編からかにタク言ったもん勝ちで「県警インフォメーション」(毎週木曜日午前10時30分〜)として、放送枠が移動。その後「日替わりラジオ コレカラ」に放送枠が移動し、再び正午枠に戻った。

## 屋外からの放送
美味時間 万博三昧（うーまいたいむ ばんぱくざんまい）
- 2005年3月25日から毎週金曜日は、愛・地球博会場からの生放送を行った。内容としては源石と無線機材を背負った技術スタッフ2人が万博会場内をあてもなく歩くというものだった。不定期で東海ラジオ万博レポーターだった古池真由美やリスナーも参加していた。この企画では後に放送される名古屋市内各所からの移動中継と異なり、スタート地点などは当日の番組内で行われた。

名古屋市内各所からの移動中継
万博三昧同様にパーソナリティと無線機材を背負った技術スタッフが街中を移動しながら放送した。なおこの企画が行われる数日前から番組内でスタート地点などの告知がある。
- 2005年12月2日 - 源石が広小路通（広ブラ三昧。名古屋テレビ塔近くの噴水からスタート）を西へ移動した。
- 2006年6月9日 - 源石が広小路通 （広ブラ三昧2。ナナちゃん人形前からスタート）を東へ移動した。
- 2006年6月16日 - 原がイタリア村の中を移動した。
- 2006年12月1日 - 源石（パンダの被り物をつけていた）が久屋大通公園・光の広場を起点にテレビ塔を目指して歩いた。今回は源石の他に、東海ラジオレポーターの石川聖子・井関明子（ともに金鯱の被り物をつけていた）も参加した。
- 2006年12月11日 - 源石（前回同様にパンダの被り物をつけたほか、金鯱の被り物もした）が三越・1Fライオン前を起点に大津通を南北へ移動した。

## 限定復活
- 2010年9月1日と2011年9月1日は「かにタク言ったもん勝ち」の放送が防災の日特番（11時 - 12時）のため11時までの短縮版となったため、12時09分から13時の枠で1日限定復活した。担当は原光隆。
- 2011年3月21日は本来「かにタク言ったもん勝ち」の放送が11時までの放送で、11時から13時はニッポン放送制作の別番組の放送が予定されていたが休止となった関係と、「かにタク言ったもん勝ち」は同日午後にイベントがあるため、その準備の時間に当てる必要がある関係から、12時までの放送とした。空いた時間となる12時から13時の枠で1日限定復活した。担当は原光隆。